# Muka
Muka (arab. موقة) – miejscowość w Syrii, w muhafazie Idlib. W 2004 roku liczyła 1118 mieszkańców.